# West-Indische Federatie op de Olympische Spelen
De West-Indische Federatie was een van de landen die deelnam aan de Olympische Spelen. De West-Indische Federatie debuteerde op de Zomerspelen van 1960 en het bleef bij deze eenmalige deelname. De Federatie werd in 1958 opgericht en viel vier jaar later al uiteen na de onafhankelijkheid van Jamaica.
Dertien mannen namen in vijf takken van sport deel aan de Spelen. Er werden twee medailles gehaald.

## Medailles en deelnames
De twee medailles, beide brons, werden in de atletiek behaald. George Kerr won er één individueel op de 800 meter en één in teamverband op de 4x 400 meter estafette.
De tabel geeft een overzicht van de deelname, het aantal gewonnen medailles en de plaats in het medailleklassement.
| Jaar   | Goud · | Zilver · | Brons · | Totaal | Rang |
| 1960   | 0      | 0        | 2       | 2      | 39   |
| Totaal | 0      | 0        | 2       | 2      | -    |

| Jaar | Sport    | Discipline        | Medaille | Winnaar                                                               |
| ---- | -------- | ----------------- | -------- | --------------------------------------------------------------------- |
| 1960 | Atletiek | 800m              | Brons    | George Kerr                                                           |
| 1960 | Atletiek | 4x 400m estafette | Brons    | George Kerr / Malcolm A. E. Spence / James Wedderburn / Keith Gardner |

## Resultaten per onderdeel

### Atletiek
|        | Sporter              | Discipline (resultaat)           |
| ------ | -------------------- | -------------------------------- |
| Mannen | Clifton Bertrand     | 200m (kf)                        |
| Mannen | Paul Foreman         | Verspringen (12)                 |
| Mannen | Keith Gardner        | 4x 400m estafette (3)            |
| Mannen | Dennis Johnson       | 100m (kf), 200m (hf)             |
| Mannen | George Kerr          | 800m (3), 4x 400m estafette (3)  |
| Mannen | Malcolm A. E. Spence | 400m (hf), 4x 400m estafette (3) |
| Mannen | James Wedderburn     | 400m (kf), 4x 400m estafette (3) |

### Gewichtheffen
|        | Sporter         | Discipline (resultaat) |
| ------ | --------------- | ---------------------- |
| Mannen | Grantley Schers | Bantamgewicht (10)     |

### Schietsport
|        | Sporter           | Discipline (resultaat)     |
| ------ | ----------------- | -------------------------- |
| Mannen | Anthony Bridge    | Pistool 50m (kwalificatie) |
| Mannen | Keith De Casseres | Pistool 50m (opgave)       |

### Wielrennen
|        | Sporter      | Discipline (resultaat)                 |
| ------ | ------------ | -------------------------------------- |
| Mannen | Clyde Rimple | Sprint (1/8 finale), 1 km tijdrit (23) |

### Zeilen
|        | Sporter              | Discipline (resultaat) |
| ------ | -------------------- | ---------------------- |
| Mannen | Richard John Bennett | Flying dutchman (30)   |
| Mannen | Gerald Bird          | Flying dutchman (30)   |

Afghanistan · Albanië · Algerije · Amerikaans-Samoa · Amerikaanse Maagdeneilanden · Andorra · Angola · Antigua en Barbuda · Argentinië · Armenië · Aruba · Australië · Azerbeidzjan · Bahama's · Bahrein · Bangladesh · Barbados · België · Belize · Benin · Bermuda · Bhutan · Bolivia · Bosnië en Herzegovina · Botswana · Brazilië · Britse Maagdeneilanden · Brunei · Bulgarije · Burkina Faso · Burundi · Cambodja · Canada · Centraal-Afrikaanse Republiek · Chili · China · Chinees Taipei · Colombia · Comoren · Congo-Brazzaville · Congo-Kinshasa · Cookeilanden · Costa Rica · Cuba · Cyprus · Denemarken · Djibouti · Dominica · Dominicaanse Republiek · Duitsland · Ecuador · Egypte · El Salvador · Equatoriaal-Guinea · Eritrea · Estland · Ethiopië · Fiji · Filipijnen · Finland · Frankrijk · Gabon · Gambia · Georgië · Ghana · Grenada · Griekenland · Groot-Brittannië · Guam · Guatemala · Guinee · Guinee-Bissau · Guyana · Haïti · Honduras · Hongarije · Hongkong · Ierland · IJsland · India · Indonesië · Irak · Iran · Israël · Italië · Ivoorkust · Jamaica · Japan · Jemen · Jordanië · Kaaimaneilanden · Kaapverdië · Kameroen · Kazachstan · Kenia · Kirgizië · Kiribati · Koeweit · Kosovo · Kroatië · Laos · Lesotho · Letland · Libanon · Liberia · Libië · Liechtenstein · Litouwen · Luxemburg · Madagaskar · Malawi · Malediven · Maleisië · Mali · Malta · Marokko · Marshalleilanden · Mauritanië · Mauritius · Mexico · Micronesië · Moldavië · Monaco · Mongolië · Montenegro · Mozambique · Myanmar · Namibië · Nauru · Nederland · Nepal · Nicaragua · Nieuw-Zeeland · Niger · Nigeria · Noord-Korea · Noord-Macedonië · Noorwegen · Oeganda · Oekraïne · Oezbekistan · Oman · Oost-Timor · Oostenrijk · Pakistan · Palau · Palestina · Panama · Papoea-Nieuw-Guinea · Paraguay · Peru · Polen · Portugal · Puerto Rico · Qatar · Roemenië · Rusland · Rwanda · Saint Kitts en Nevis · Saint Lucia · Saint Vincent en de Grenadines · Salomonseilanden · Samoa · San Marino · Saoedi-Arabië · Sao Tomé en Principe · Senegal · Servië · Seychellen · Sierra Leone · Singapore · Slovenië · Slowakije · Somalië · Spanje · Sri Lanka · Soedan · Suriname · Swaziland · Syrië · Tadzjikistan · Tanzania · Thailand · Togo · Tonga · Trinidad en Tobago · Tsjaad · Tsjechië · Tunesië · Turkije · Turkmenistan · Tuvalu · Uruguay · Vanuatu · Venezuela · Verenigde Arabische Emiraten · Verenigde Staten · Vietnam · Wit-Rusland · Zambia · Zimbabwe · Zuid-Afrika · Zuid-Korea · Zuid-Soedan · Zweden · Zwitserland
Historische landen: Bohemen · Bondsrepubliek Duitsland · Brits-Indië · Duitse Democratische Republiek · Joegoslavië · Malaya · Nederlandse Antillen · Noord-Borneo · Noord-Jemen · Saarland · Servië en Montenegro · Sovjet-Unie · Tsjecho-Slowakije · West-Indische Federatie · Zuid-Jemen
Bijzondere deelnames: Onafhankelijke olympische atleten · Vluchtelingenteam 
 Australazië · Duits Eenheidsteam · Gemengd team · Gezamenlijk Team